# Rue des Rosiers (Saint-Ouen-sur-Seine)
Pour les articles homonymes, voir Rue des Rosiers.
La rue des Rosiers est une voie publique de Saint-Ouen-sur-Seine, dans le département de la Seine-Saint-Denis.

## Situation et accès

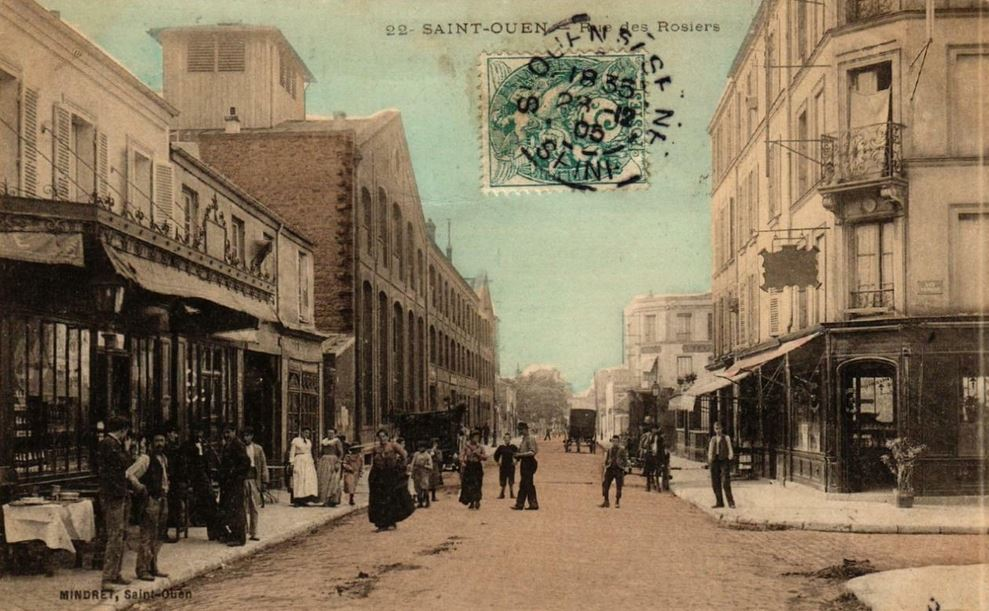
Saint-Ouen, rue des Rosiers.

Elle commence à la jonction de l'avenue Michelet et de l'avenue de la Porte-de-Clignancourt et se termine sur l'avenue Gabriel-Péri.
La rue des Rosiers est emblématique du marché aux puces de Saint-Ouen et constitue l'artère principale de ce quartier. Elle y rencontre notamment la rue Marceau.

## Historique
- C'est dans cette rue qu'en 1920, Romain-Jules Vernaison créa le premier marché, sur les 13000m² du lieudit «les 26 arpents», construit avec des «baraques Vilgrain», préfabriqués servant à la distribution de nourriture après la grande guerre[1], et conçues par l'industriel Ernest Vilgrain.
- Entre 1918 et 1986, l'usine historique des piles Wonder y était implantée[2].
- Entre 1880 et 1981, l'imprimerie Chaix était implantée au n°126[3].

En 1965  la série télévisée Belphégor ou le Fantôme du Louvre  de Claude Barma y a été tournée en partie

## Bâtiments remarquables et lieux de mémoire

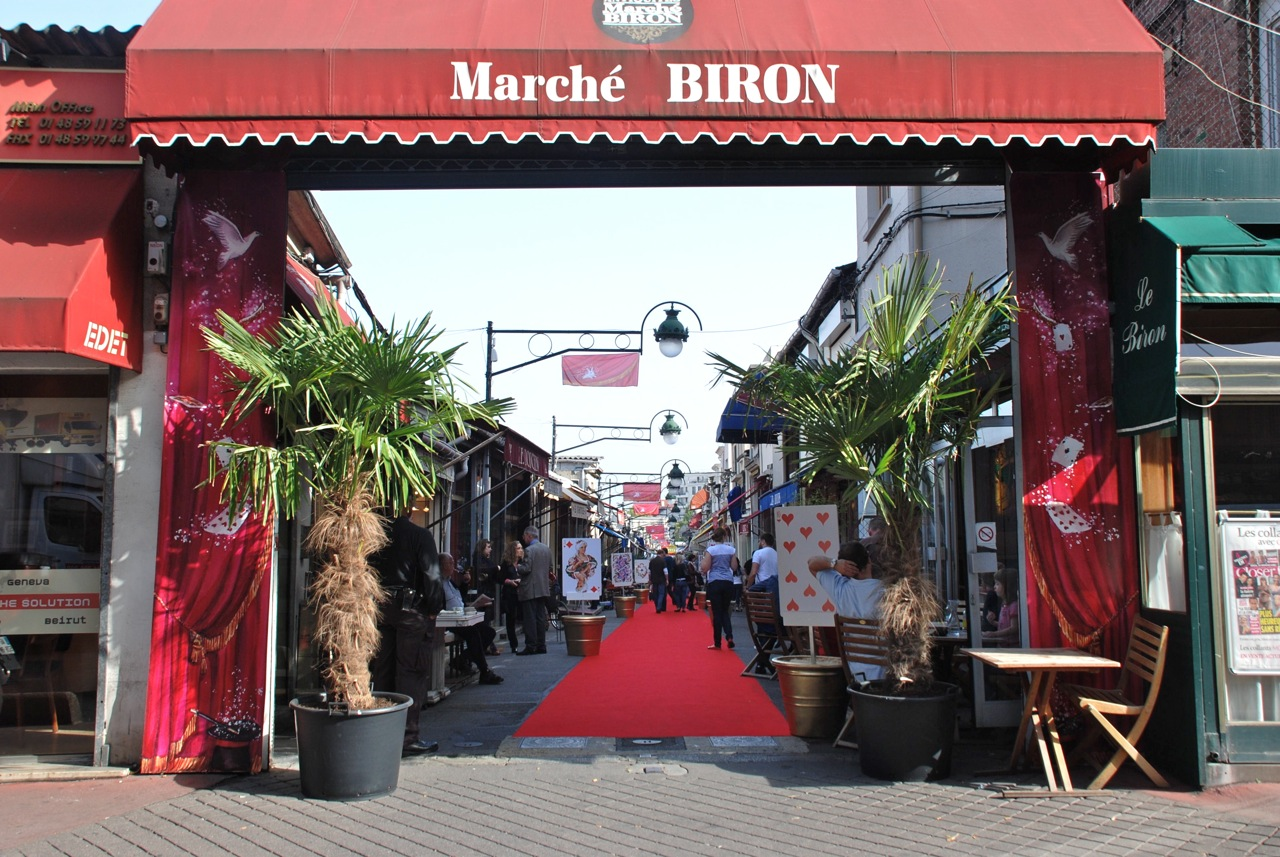
Le marché Biron
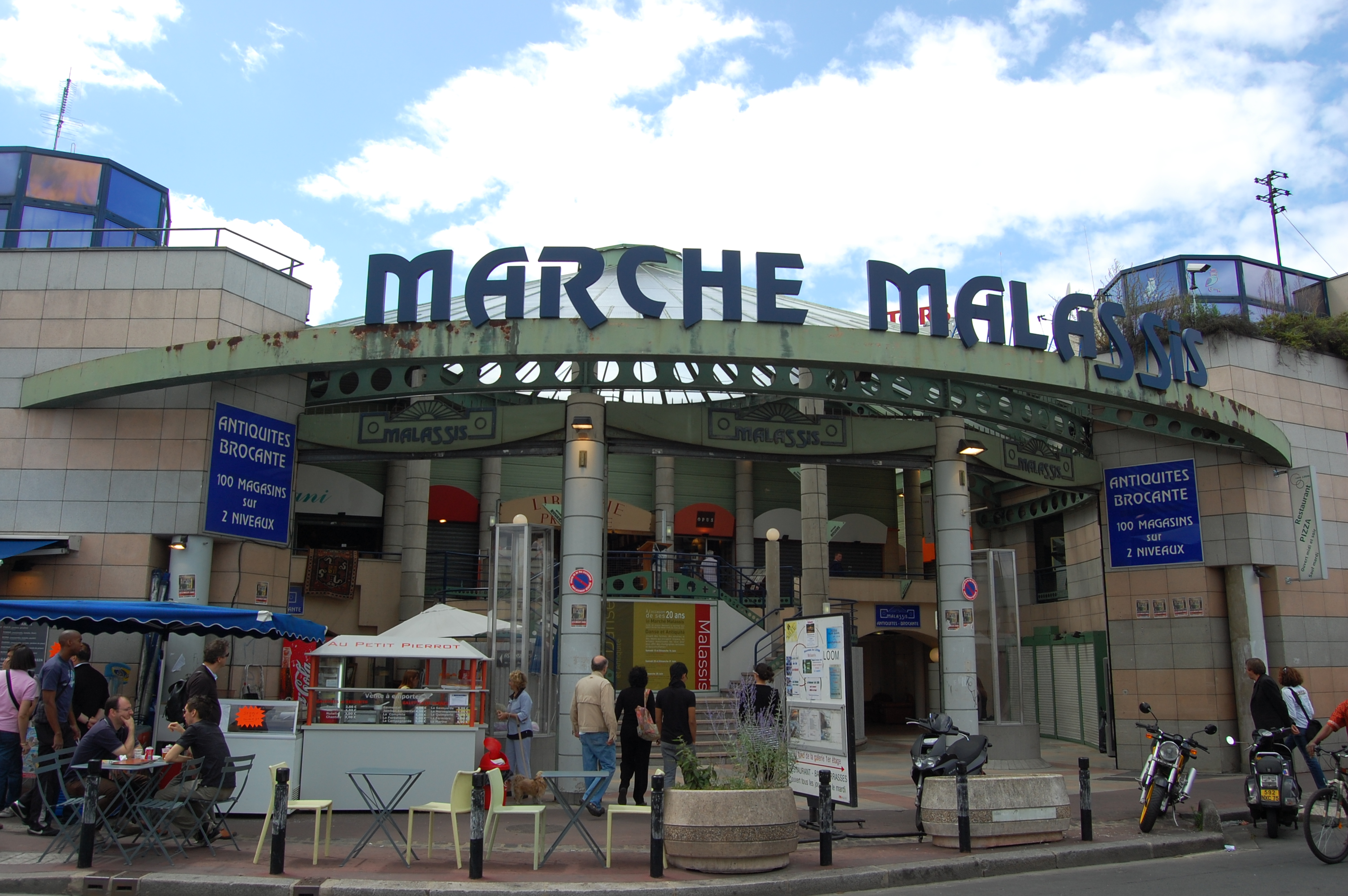
Le marché Malassis

- No 85 : marché Biron
- No 99 : marché Vernaison
- No 110 : marché Paul Bert - Serpette
- No 138 : marché Dauphine
- No 142 : marché Malassis